# Gabriel Grefberg

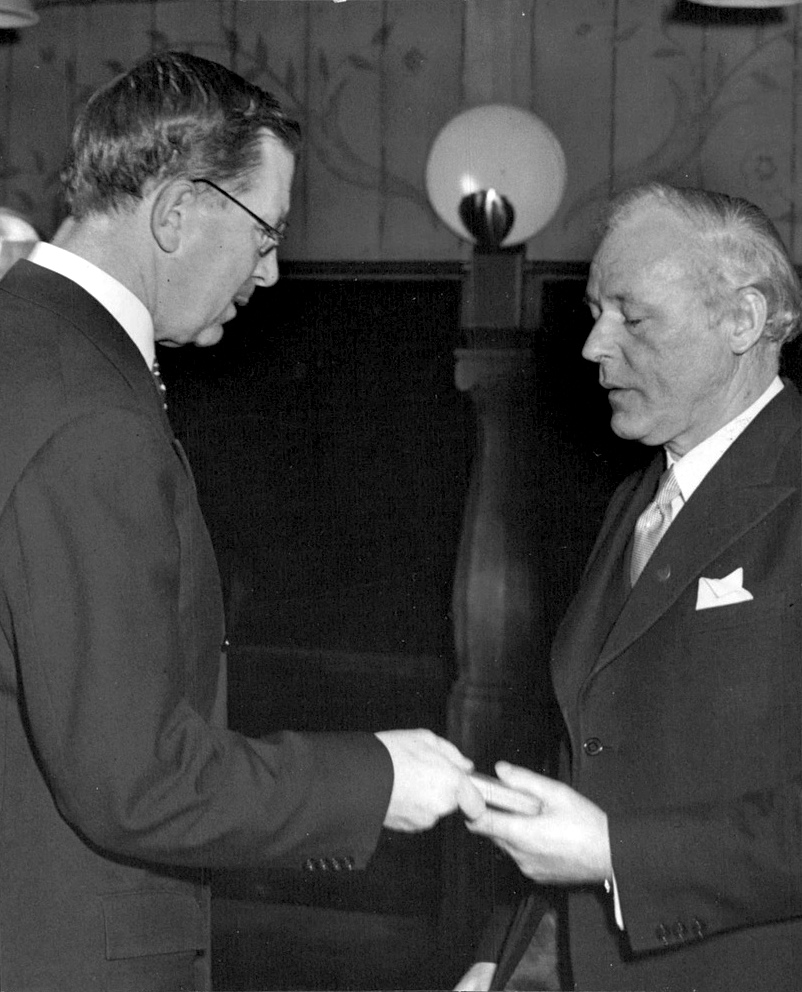
Kronprins Gustaf Adolf delar ut Samfundet för hembygdsvårds förtjänstplakett till Gabriel Grefberg på Skansen, november 1945.

Julle Gabriel Grefberg, född 31 juli 1892 i Bäckseda socken, död 15 maj 1960 i Stockholm, var en svensk präst.
Gabriel Grefberg var son till kamreraren Gustaf Valfrid Svenson. Han avlade studentexamen i Skara 1911 och blev teologie kandidat vid Uppsala universitet 1917. Samma år blev han brukspredikant vid Brevens bruk, 1919 förste komminister i Västra Vingåkers församling, 1927 komminister i Botkyrka-Salems församling, 1931 kyrkoadjunkt i Storkyrkoförsamlingen och 1937 komminister där. Grefberg ägnade stort intresse åt kyrkosången, bland annat som sekreterare i Kyrkosångens vänners centralkommitté från 1927 och som dirigent för bland annat KSV-kören i Strängnäs stift. Han var en av initiativtagarna till Storkyrkans Schola cantorum och dess rektor 1938–1940 samt deltog i folkbildningsarbetet som föreläsare från 1924 och i olika slag av sociala strävanden. 1931 blev han rektor för Kraftska skolan i Stockholm. Under en studieresa i Storbritannien 1924 studerade han settlementsrörelsen och var därefter en av företrädarna för denna rörelse i Sverige. Från 1931 var han ordförande i Mäster Olofsgården och Stockholms kristliga studentförbunds settlement, där han nedlade ett stort arbete. Grefberg försökte även i sin förkunnelse anknyta till samtida samhällsföreteelser, bland annat var han under några år medlem av kommittén för morgonandakten i radio. Han var en av vägröjarna för samarbetet mellan kyrka och idrott, 1934 blev han ordförande i kommittén för friluftsfolkets gudstjänst i Stockholm. Grefberg utgav I tävlingskampen. Andaktsbok för idrottsmän och friluftsfolk (1939), Vägen till fadern (1940, morgonböner i radio), Idrotten - andlig beredskap? (1940), Fyrtio kapitel kristen ungdomsvård (1942) med flera arbeten.